# Eimsen
Eimsen è una frazione (Ortsteil) della città di Alfeld, nel land della Bassa Sassonia, in Germania.

## Storia
Già comune autonomo nel circondario di Alfeld, fu soppresso e incorporato ad Alfeld il 1º marzo 1974.